# Resolució 719 del Consell de Seguretat de les Nacions Unides
La Resolució 719 del Consell de Seguretat de les Nacions Unides, fou adoptada per unanimitat el 6 de novembre de 1991 després de recordar resolucions 637 (1989), 644 (1989), 675 (1990) i 691 (1991), el Consell va aprovar un informe del Secretari General de les Nacions Unides i va decidir prorrogar el mandat dels Grup d'Observadors de les Nacions Unides a Centreamèrica durant cinc mesos i vint-i-tres dies més fins al 30 d'abril de 1992.
La resolució va demanar al Secretari General que informés abans del final del mandat actual sobre tots els aspectes del Grup d'Observadors, indicant si calen canvis respecte al seu futur.